# سیمونا کوادارلا
سیمونا کوادارلا (ایتالیایی: Simona Quadarella؛ زادهٔ ۱۸ دسامبر ۱۹۹۸) شناگر اهل ایتالیا است.
وی در مسابقات کشوری و بین‌المللی در مجموع برندهٔ ۷ مدال طلا، ۲ مدال نقره، ۳ مدال برنز شده‌است.